# Calumia papuensis
Calumia papuensis är en fiskart som beskrevs av Allen och Erdmann 2010. Calumia papuensis ingår i släktet Calumia och familjen Eleotridae. Inga underarter finns listade.